# Естербиму
Естербиму (швед. Österbymo) — містечко (tätort, міське поселення) на Півдні Швеції в лені  Естерйотланд. Адміністративний центр комуни Ідре.

## Географія
Містечко знаходиться у південній частині лена  Естерйотланд за 270 км на південний захід від Стокгольма.

## Історія
Залізничне сполучення Екше—Естербиму було відкрите для пасажирських перевезень у 1915 році, однак у 1954 році його закрили. Залізниця прийшла відносно пізно до містечка, тому воно не отримало ні належного зростання, ні промислового розвитку.

## Населення
Населення становить  923 мешканців (2018). 

## Спорт
У поселенні базується футбольний клуб ІФК Естербиму. 

## Галерея

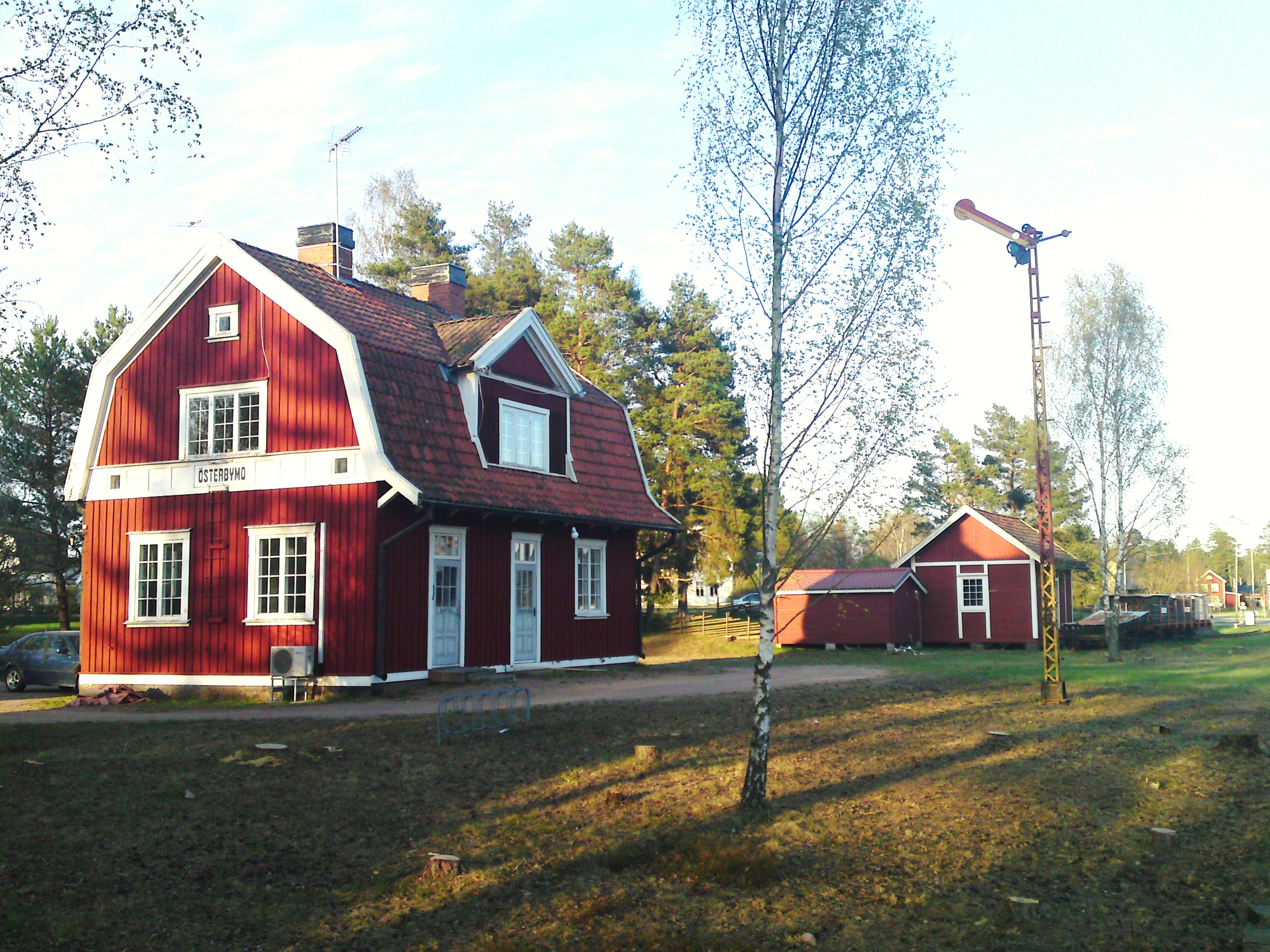
Колишня залізнична станція

## Покликання
- Сайт комуни Ідре [Архівовано 13 листопада 2020 у Wayback Machine.]